# Munio: Strażnik Księżyca
Munio: Strażnik Księżyca (fr. Mune, le gardien de la lune) – francuski film animowany w konwencji przygodowy-fantasy z 2014. Film przedstawia losy sympatycznego, niebieskiego stworzenia o imieniu Munio, po niespodziewanym wyborze na Strażnika Księżyca.

## Fabuła
W baśniowej krainie, podczas uroczystej ceremonii dochodzi do zmiany Strażnika Słońca, zgodnie z oczekiwaniem wybór pada na próżnego i zakochanego w sobie Stalona. Jednocześnie dokonywana jest zmiana Strażnika Księżyca, do tej roli starannie przygotowywany jest Leon. Jednak ostateczny wybór zależy od decyzji Księżyca, który niespodziewanie wybiera małego Munia. Od tej pory bezpieczeństwo planety zależy od nowo wybranych Strażników. Wkrótce wielka ciemność rozszerza się na całą planetę, by przywrócić równowagę Munio i Stalon będą musieli wyruszyć w podróż do Krainy Cieni.

## Obsada
| Postać           | Dubbing francuski   | Dubbing polski     | Dubbing polski     |
| ---------------- | ------------------- | ------------------ | ------------------ |
| Mune / Munio     | Michaël Grégorio    | Jędrzej Hycnar     | Jędrzej Hycnar     |
| Sohone / Stalon  | Omar Sy             | Mikołaj Roznerski  | Mikołaj Roznerski  |
| Glim             | Izïa Higelin        | Olga Kalicka       | Olga Kalicka       |
| Leeyoon / Leon   | Féodor Atkine       | Przemysław Bluszcz | Przemysław Bluszcz |
| Yule / Jul       | Benoît Allemane     | Andrzej Blumenfeld | Andrzej Blumenfeld |
| Necross / Nekros | Eric Herson-Macarel | Artur Dziurman     | Artur Dziurman     |
| Phospho / Fosfo  | Patrick Poivey      | Jacek Kawalec      | Jacek Kawalec      |
| Ojciec Munia     | Damien Boisseau     | Jacek Kopczyński   | Jacek Kopczyński   |
| Ojciec Glim      | Patrick Prejean     | Grzegorz Pawlak    | Grzegorz Pawlak    |
| Spleen / Splin   | Fabrice Josso       | Rafał Zawierucha   | Rafał Zawierucha   |